# تادوکورو
تادوکورو، (به ژاپنی: 田荘 たどころ) در ژاپن، این یکی از سیستم‌های کنترل زمین و مردم است که در دوره کوفون ایجاد شد و به زمین‌های خصوصی گفته می‌شود که توسط خاندان‌های قدرتمند کنترل می‌شود.